# Tenga
Tenga is een bestuurslaag in het regentschap Bima van de provincie West-Nusa Tenggara, Indonesië. Tenga telt 1285 inwoners (volkstelling 2010).